# 勒方锜
勒方锜（1816年—1880年），原名人璧，字悟九，号少仲，江西南昌人，清朝政治人物、词人、书法家，舉人出身。

## 生平
道光二十四年（1844）中甲辰恩科江西鄉試举人，歷任翰林学士、中丞，光绪三年（1877年）十一月十一，由江苏按察使升任廣西布政使。同年，十二月初六，调任江苏布政使，后升任贵州巡抚，官至河东河道总督。精通星卜术相之学，洞达玄理，工诗能文，对词造诣极深，享名于时。精于书画，每作画澄思静会，自研墨盈器，然后染翰。墨若隔夜则不用，所以他的书法作品缣素流传，光气奕奕，字体秀丽清俊，传为珍品。著有《太素斋集》，平生所作诗文词赋尽录其中。